# 厚東站
厚東站（日语：／ Kotō eki */?）是位於山口縣宇部市大字吉見，屬於西日本旅客鐵道（JR西日本）山陽本線的車站。站內設有維護路軌基地。

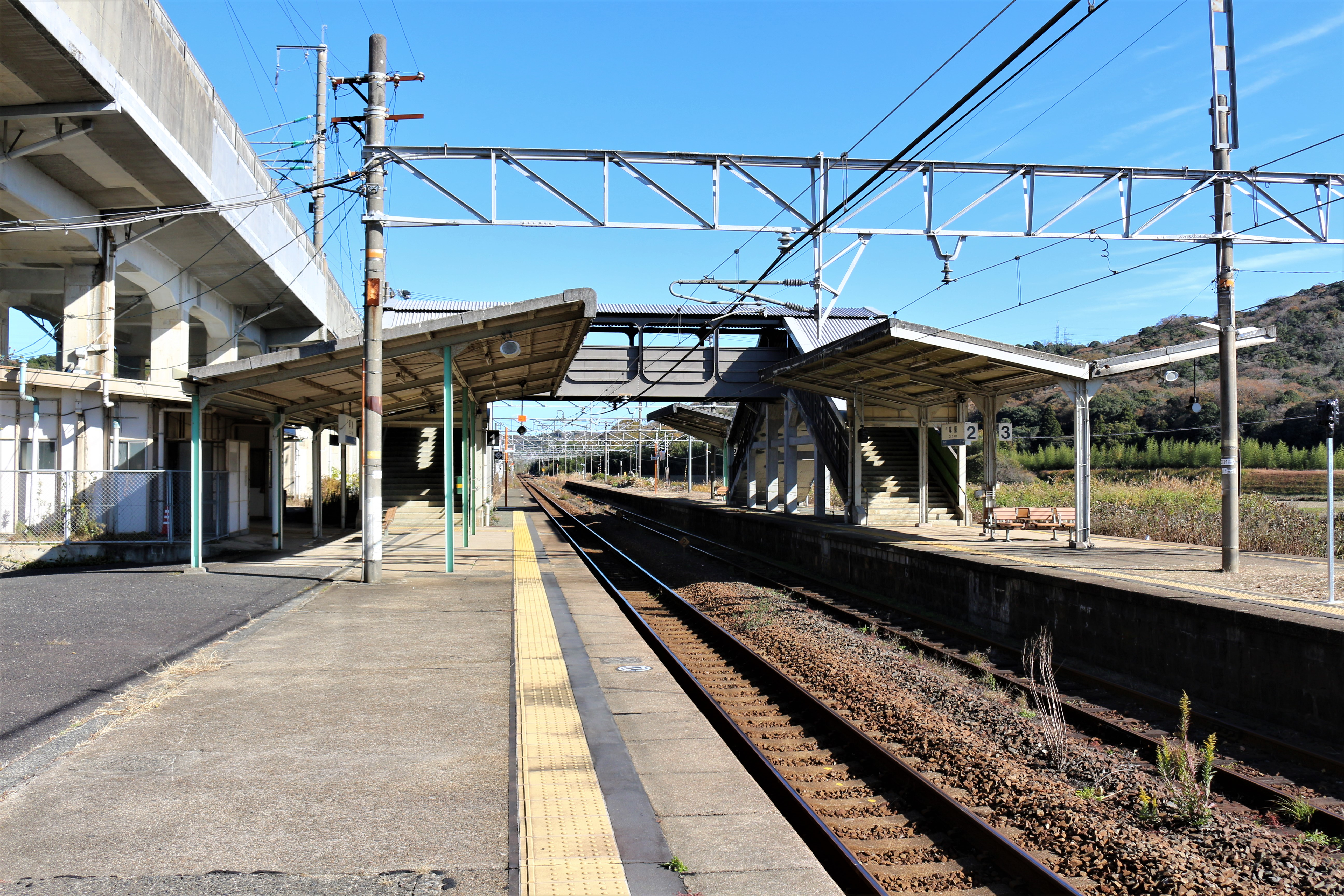
月台（2021年11月）

## 歷史
- 1900年（明治33年）12月3日 - 山陽鐵道 三田尻站（現時為防府站）至厚狹站之間開通，此站啟用。當時車站名為船木站。為旅客、貨運車站。
  - 當時車站地址為山口縣厚狹郡厚東村（日语：厚東村）大字吉見字宮之下。
- 1906年（明治39年）12月1日 - 山陽鐵道國有化（日语：鉄道国有法），成為官設鐵道車站。
- 1909年（明治42年）10月12日 - 制定路線名稱。成為山陽本線車站。
- 1916年（大正5年）11月1日 - 車站改名為厚東站。
- 1954年（昭和29年）10月1日 - 厚東村編入至宇部市，車站地址是使用現址。
- 1962年（昭和37年）9月1日 - 終止貨物起卸業務。
- 1975年 - 隨著山陽新幹線（岡山站至博多站之間）開通，車站遷移至現地。
- 1987年（昭和62年）4月1日 - 伴隨國鐵分割民營化，車站由西日本旅客鐵道（JR西日本）營運。
- 2018年（平成30年）
  - 7月6日 - 發生2018年7月西日本豪雨使車站暫停服務。
  - 8月1日 - 新山口站至下關站之間再開[1]。

## 車站構造
本站是地面車站，設有2面3線的混合式月台（單式與島式月台）。2號月台是上下行共用的待避線，沒有定期旅客列車使用，過去設有折返往九州方向的直通列車使用。本站的站房位於山陽新幹線高架橋下並鄰近1號月台（單式月台）側，且設有跨線橋連接2號與3號月台（島式月台）。此站是由山口地域鐵道部管理的無人車站。

### 月台
| 月台 | 路線         | 上下行       | 方向             |
| ---- | ------------ | ------------ | ---------------- |
| 1    | ■山陽本線    | 上行         | 新山口、德山方衛 |
| 2    | （備用月台） | （備用月台） | （備用月台）     |
| 3    | ■山陽本線    | 下行         | 宇部、下關方向   |

## 使用狀況
以下為近年1日平均乘車人次列表：
| 乘車人次變化 | 乘車人次變化    |
| 年度         | 1日平均乘車人次 |
| ------------ | --------------- |
| 1999         | 210             |
| 2000         | 203             |
| 2001         | 191             |
| 2002         | 165             |
| 2003         | 166             |
| 2004         | 160             |
| 2005         | 143             |
| 2006         | 136             |
| 2007         | 133             |
| 2008         | 137             |
| 2009         | 140             |
| 2010         | 122             |
| 2011         | 125             |
| 2012         | 112             |
| 2013         | 113             |
| 2014         | 108             |
| 2015         | 103             |
| 2016         | 110             |
| 2017         | 120             |
| 2018         | 112             |

## 車站周邊
- 厚東郵局
- 山陽新幹線 - 與山陽本線路軌並行。但沒有設站。
- 國道2號
- 國道9號 - 與國道2號重疊區間
- 山口縣道37號宇部美禰線（日语：山口県道37号宇部美祢線）

## 巴士
最接近的巴士站是「厚東站」。設有以下巴士路線停該站，並由宇部市交通局營運。
- 厚東線：前往木田行，經宇部站前往八王子

此巴士站曾經設有宇部市替代巴士和小野線路線。

## 相鄰車站
西日本旅客鐵道
■山陽本線
本由良－厚東－宇部

## 注腳
1. ↑  . 朝日新聞. 2018-07-07  [2020-03-30]. （原始内容存档于2018-07-16）.
2. ↑  山口縣統計年鑑

## 外部連結
- 厚東｜車站資訊：JR出門網 - 西日本旅客鐵道